# Manuel de la Encarnación Chacaltana
Manuel de la Encarnación Chacaltana Uculla fue un abogado y político peruano.  Fue vocal de la Corte Suprema de Justicia.
Nació en Ica el 14 de mayo de 1807, hijo de Ignacio Loyola Chacaltana Ramos y María del Rosario Uchuya Guzmán. Su padre fue propietario de los terrenos de Pongo Grande y miembro del Cabildo de Ica. Se menciona que, a la llegada del dictador Simón Bolívar a Ica, Manuel - joven aún - realizó un saludo al militar y recibió una interacción de parte de éste quien lo saludo a su vez:

Salve, joven flor, nieto de Huayna Cápac

Luego, sería de los fundadores del colegio establecido por Bolívar en Ica.
Hacia los años 1840, fue juez en la ciudad de Ica. En 1860 fue elegido miembro del Congreso Constituyente de 1860 por la provincia de Pasco del departamento de Junín, la misma que expidió la Constitución de 1860, la que tuvo un mayor tiempo de vigencia. Luego fue elegido senador por Junín para el Congreso Ordinario de 1860 que estuvo en mandato hasta 1863 y reelegido en 1864 hasta 1865. Durante su gestión, Chacaltana y Augusto de Althaus presentaron un proyecto de ley para penalizar abusos de gamonales contra indígenas, pero este ley no llegó a ser aprobado.